# Entemnotrochus rumphii
Entemnotrochus rumphii is een slakkensoort uit de familie van de Pleurotomariidae. De wetenschappelijke naam van de soort is voor het eerst geldig gepubliceerd in 1879 door Schepman.